# Diopsis lindneri
Diopsis lindneri är en tvåvingeart som beskrevs av Feijen 1978. Diopsis lindneri ingår i släktet Diopsis och familjen Diopsidae.
Artens utbredningsområde är Togo. Inga underarter finns listade i Catalogue of Life.